# Abrégé d'histoire des mathématiques

L'Abrégé d'histoire des mathématiques a été écrit par un groupe de mathématiciens sous la direction de Jean Dieudonné et est publié aux éditions Hermann [détail des éditions]. Ce livre a la vocation de donner un aperçu de l'évolution des concepts mathématiques sur la période 1700-1900. Les auteurs reconnaissent que l'histoire mathématique à partir de 1900 est très riche mais ils estimaient ne pas avoir assez de recul pour en parler. Une caractéristique de cet écrit réside dans le fait qu'il a été écrit par des mathématiciens et non par des historiens ; les auteurs apportent leur regard technique sur la rigueur des premières preuves, indiquent les erreurs importantes commises par les mathématiciens de cette période.

## Tome 1
- Introduction (Jean Dieudonné)
- L'analyse mathématique au XVIIIe siècle (Jean Dieudonné)
- L'algèbre et la géométrie jusqu'en 1840 (Jean Dieudonné et Jean Guérindon)
- L'algèbre et la géométrie depuis 1840 (Jean Dieudonné et Jean Guérindon)
- Les fonctions analytiques (Jean-Luc Verley)
- Théorie des nombres (William John Ellison et Fern Ellison)
- Fondements de l'analyse (Pierre Dugac)

## Tome 2
- Fonctions elliptiques et intégrales abéliennes (Christian Houzel)
- L'analyse fonctionnelle (Jean Dieudonné)
- Géométrie différentielle (Paulette Libermann)
- Topologie (Guy Hirsch)
- Intégration et mesure (Jean Dieudonné)
- Calcul des probabilités (Michel Loève)
- Axiomatique et logique (Marcel Guillaume)